# Rautio Nunatak
Il Rautio Nunatak (in lingua inglese: Nunatak Rautio) è un nunatak, picco roccioso isolato, alto 1.000 m, situato tra il Neuburg Peak e l'Hannah Peak, vicino all'estremità sudoccidentale del Dufek Massif nei Monti Pensacola, in Antartide. 
Il nunatak è stato mappato dall'United States Geological Survey (USGS) sulla base di rilevazioni e foto aeree scattate dalla U.S. Navy nel periodo 1956-66.
La denominazione è stata assegnata dall'Advisory Committee on Antarctic Names (US-ACAN) in onore di Henry Rautio, fotografo dello Squadron VX-6 della U.S. Navy, che il 22 gennaio 1964 scattò foto dei Monti Pensacola durante un volo di ricognizione su un aereo Douglas C-47 Dakota/Skytrain.